# Charles Richet
Charles Robert Richet (Parijs, 25 of 26 augustus 1850 – aldaar, 3 of 4 december 1935) was een Frans fysioloog die het onderzoek opzette naar tal van onderwerpen in de fysiologie zoals neurochemie, spijsvertering, thermoregulatie in homeothermische dieren en ademhaling. Voor zijn onderzoek aan anafylaxie kreeg hij in 1913 de Nobelprijs voor de Geneeskunde.

## Biografie
Richet werd geboren in Parijs als zoon van Louis Dominique Alfred Richet (1816-1891) en diens echtgenote Eugenie Renouard Richet. Zijn vader was hoogleraar Klinische Chirurgie aan de faculteit geneeskunde in Parijs. Charles volgde in de voetstappen van zijn vader, studeerde medicijnen aan de Collège de France (1876-1888) en aan de Faculteit Medicijnen. In 1869 behaalde hij er zijn mastergraad en promoveerde er in 1878.
In de tussentijd was Richet ook werkzaam in de laboratoria van Étienne-Jules Marey en Marcellin Berthelot aan de Collège de France en van Alfred Vulpian aan de Sorbonne. Na zijn promotie was hij docent geneeskunde aan de Collège de France van 1878 tot 1886 en aansluitend, van 1887 tot 1927, hoogleraar aan de Sorbonne.
In 1877 trad Richet in het huwelijk met Amélie Aubry. Samen kregen ze vijf zonen, Georges, Jacques, Charles (die, net als zijn vader, hoogleraar fysiologie in Parijs was en, op zijn beurt, werd opgevolgd door zijn zoon Gabriel), Albert en Alfred, en twee dochters, Louis en Adèle.

## Werk
Aan boord van het jacht van Prins Albert I van Monaco nam Richet deel aan onderzoeksreizen in de Middellandse Zee. Met netten werden dagelijks allerlei zeedieren, vissen, kreeften en kwallen gevangen die daarna grondig werden onderzocht.
Zijn belangrijkste onderzoek deed Richet naar anafylaxie, een acute, ernstige, soms fatale overgevoeligheidsreactie na een tweede inenting. Zijn ontdekking, met de Franse arts-fysioloog Paul Portier, en beschrijving van dit verschijnsel was van grote waarde voor onder meer hooikoorts, astma en andere allergische reacties op lichaamsvreemde stoffen en vormde een verklaring voor sommige gevallen van plotselinge dood die voorheen niet begrepen werden. Veel kennis over allergie kwam voort uit zijn werk, werk waarvoor hij in 1913 de Nobelprijs won. In 1926 ontving hij het Franse Legioen van Eer voor zijn werk gedurende de Eerste Wereldoorlog naar de studie van bloedplasmatransfusie. Vierentwintig jaar lang was hij redacteur van Revue Scientifique (1878-1902) en vanaf 1917 co-redacteur, naast Gley en Teissier, van Journal de Physiologie et de Pathologie Générale.
Naast fysiologisch onderzoek en schrijven van medische artikelen was Richet een man van vele talenten. Door Étienne-Jules Mareys experimenten met vogelvlucht werd hij aangetrokken tot de aeronautica en in de jaren 1890 werkte hij nauw samen met luchtvaartpionier Victor Tatin. Hij aanmoedigde en financierde Louis Charles Breguet, met wie hij de eerste helikopter bouwde, de gyroplane Bréguet-Richet die in 1907 haar luchtdoop kreeg. Voorts was hij een strijdbaar pacifist.

## Paranormaal
Als student kreeg Richet een visioen dat het startpunt vormde van een levenslange interesse in het paranormale. Samen met het echtpaar Pierre en Marie Curie voerde hij uitgebreide studies uit naar hypnose en mediums. Dit leidde tot zijn "Theorie van Cryptesthesia" waarin hij een extra-zintuigelijke waarneming introduceerde – "een gave van cognitie die geen relatie heeft met onze normale middelen van kennis". Tevens introduceerde hij de term ectoplasma, om de slijmerige substantie te beschrijven die wordt geproduceerd bij de manifestatie van geesten. Daarnaast deed hij redactiewerk voor het niet-zo wetenschappelijk tijdschrift Revue Métapsychique.
1901: Behring · 
1902: Ross · 
1903: Finsen · 
1904: Pavlov · 
1905: Koch · 
1906: Golgi, Ramón y Cajal · 
1907: Laveran · 
1908: Mechnikov, Ehrlich · 
1909: Kocher · 
1910: Kossel · 
1911: Gullstrand · 
1912: Carrel · 
1913: Richet ·
1914: Bárány · 
1919: Bordet · 
1920: Krogh · 
1922: Hill, Meyerhof · 
1923: Banting, Macleod · 
1924: Einthoven ·
1926: Fibiger · 
1927: Wagner-Jauregg · 
1928: Nicolle · 
1929: Eijkman, Hopkins · 
1930: Landsteiner · 
1931: Warburg · 
1932: Sherrington, Adrian · 
1933: Morgan · 
1934: Whipple, Minot, Murphy · 
1935: Spemann · 
1936: Dale, Loewi · 
1937: Szent-Györgyi · 
1938: Heymans · 
1939: Domagk · 
1943: Dam, Doisy · 
1944: Erlanger, Gasser · 
1945: Fleming, Chain, Florey · 
1946: Muller · 
1947: C. Cori, G. Cori, Houssay · 
1948: Müller · 
1949: Hess, Moniz · 
1950: Kendall, Reichstein, Hench · 
1951: Theiler · 
1952: Waksman · 
1953: Krebs,Lipmann ·
1954: Enders, Weller, Robbins · 
1955: Theorell · 
1956: Cournand, Forssmann, Richards · 
1957: Bovet · 
1958: Beadle, Tatum, Lederberg · 
1959: Ochoa, Kornberg · 
1960: Burnet, Medawar · 
1961: Békésy · 
1962: Crick, Watson, Wilkins · 
1963: Eccles, Hodgkin, Huxley · 
1964: Bloch, Lynen · 
1965: Jacob, Lwoff, Monod · 
1966: Rous, Huggins · 
1967: Granit, Hartline, Wald · 
1968: Holley, Khorana, Nirenberg · 
1969: Delbrück, Hershey, Luria · 
1970: Katz, Euler, Axelrod · 
1971: Sutherland · 
1972: Edelman, Porter · 
1973: Frisch, Lorenz, Tinbergen · 
1974: Claude, De Duve, Palade · 
1975: Baltimore, Dulbecco, Temin ·
1976: Blumberg, Gajdusek · 
1977: Guillemin, Schally, Yalow · 
1978: Arber, Nathans, Smith · 
1979: Cormack, Hounsfield · 
1980: Benacerraf, Dausset, Snell · 
1981: Sperry, Hubel, Wiesel · 
1982: Bergström, Samuelsson, Vane · 
1983: McClintock · 
1984: Jerne, Köhler, Milstein · 
1985: Brown, Goldstein · 
1986: Cohen, Levi-Montalcini · 
1987: Tonegawa · 
1988: Black, Elion, Hitchings · 
1989: Bishop, Varmus · 
1990: Murray, Thomas · 
1991: Neher, Sakmann · 
1992: Fischer, Krebs · 
1993: Roberts, Sharp · 
1994: Gilman, Rodbell · 
1995: Lewis, Nüsslein-Volhard, Wieschaus · 
1996: Doherty, Zinkernagel · 
1997: Prusiner · 
1998: Furchgott, Ignarro, Murad · 
1999: Blobel · 
2000: Carlsson, Greengard, Kandel ·
2001: Hartwell, Hunt, Nurse · 
2002: Brenner, Horvitz, Sulston · 
2003: Lauterbur, Mansfield · 
2004: Axel, Buck · 
2005: Marshall, Warren ·
2006: Fire, Mello ·
2007: Capecchi, Smithies, Evans ·
2008: Zur Hausen, Barré–Sinoussi, Montagnier ·
2009: Blackburn, Greider, Szostak ·
2010: Edwards ·
2011: Beutler, Hoffmann, Steinman ·
2012: Gurdon, Yamanaka ·
2013: Rothman, Schekman, Südhof ·
2014: O'Keefe, Moser, Moser ·
2015: Campbell, Omura, Tu ·
2016: Osumi ·
2017: Hall, Rosbash, Young ·
2018: Allison, Honjo ·
2019: Kaelin, Ratcliffe, Semenza ·
2020: Alter, Houghton, Rice ·
2021: Julius, Patapoutian ·
2022: Pääbo ·
2023: Karikó, Weissman ·
2024: Ambros, Ruvkun